# The Camp
The Camp – osada w Anglii, w hrabstwie Gloucestershire, w dystrykcie Stroud. Leży 13 km na południowy wschód od miasta Gloucester i 142 km na zachód od Londynu.